# Junqueira (Vale de Cambra)
Junqueira es una freguesia portuguesa del concelho de Vale de Cambra, con 17,17 km² de superficie y 1.295 habitantes (2001). Su densidad de población es de 75,4 hab/km².